# 基洛夫工厂
基洛夫工厂（俄语：Кировский Завод），或基洛夫机械制造厂、列宁格勒基洛夫机械制造厂，是位于俄罗斯圣彼得堡的一家大型机械生产厂，也是俄罗斯西北部最大的企业之一。 基洛夫工厂的前身可以一直追溯到1801年，也属于俄罗斯最古老的企业之一。如今的基洛夫工厂拥有6500名员工。除了俄罗斯本土市场，基洛夫工厂还向超过20个国家进行对外出口。工厂以生产各类大型机械设备为主，涉及产业包括农业、轻重工业、能源业（包括核能）以及军工业。

## 历史
基洛夫工厂成立于1801年。和当时俄罗斯绝大多数工厂一样，基洛夫工厂并不是由私人企业家自发建立的，而是由政府统一领导的工业化的产物。最初基洛夫工厂只是一个为俄罗斯陆军生产炮弹的钢铁铸造厂。1812年之后工厂扩大业务，转产机械工业，开始生产蒸汽机和艺术浇铸，并参与协助圣彼得堡地区的建设工程。1824年11月，基洛夫厂毁于一场洪水，在之后的四十余年里一蹶不振。1854年克里米亚战争中，沙俄黑海舰队自沉以保卫塞瓦斯托波尔；英国舰队封锁了芬兰湾。沙俄海军部的尼古拉·伊万诺维奇·普梯洛夫建议紧急建造一批在芬兰湾作战的近岸小型岸防舰来保卫首都。普梯洛夫领导该工厂加班加点完成了任务。最终在1868年，俄普梯洛夫从政府手中买下该工厂，并将其改名为普梯洛夫工厂，开始提供生产铁轨、机车、炮弹、战舰大型炮塔、涡轮、其他大型金属机械业务。 工厂有了自己的医院、餐厅、图书馆、公园，甚至还有了自己的剧场。在人员的培训方面，工厂形成了一套行之有效的职业培训制度，层出不穷的专业技术人员与技术工人。1873年普梯洛夫工厂成为股份公司，开始以生产火车车厢为主。在距离第一次世界大战开始前的四十年间，基洛夫工厂逐步发展为俄罗斯帝国最重要的工业制造中心。20世纪后，工厂开始逐步转向军工，厂内的炮兵部成为了生产主力，造船部后来则演变为了独立的北方造船厂。到第一次世界大战时，普梯洛夫工厂已经成为了俄罗斯最大的工厂之一。
在1905年革命和1917年革命期间，普梯洛夫工厂的工人冲在了革命第一线。俄国内战期间，工厂工人们组成了25个红卫兵单位参加了作战。 1917年，工厂收归国有。1922年，普梯洛夫工厂改名为红色普梯洛夫工厂（俄语：Красный Путиловец завод）。1924年，与美国福特公司合作生产“福特森-普梯洛夫拖拉机”，标志着苏联拖拉机工业的开始。1920年代苏联经济困难时期过后，工厂向军民两业蓬勃发展，开始大规模生产拖拉机、有轨电车、火车、大型蒸汽涡轮机、起重机、地铁隧道掘进机、运河水阀(莫斯科-伏尔加运河的水闸就由该厂制造)、航空发动机、联合收割机发动机和各类坦克装甲车辆。
1934年则正式改名为基洛夫工厂。在苏德战争期间，工厂大部分的设备和包括工人家属在内的约15万人被疏散到乌拉尔地区，新的基洛夫工厂（参见车里雅宾斯克拖拉机厂）在车里雅宾斯克安下家，成为苏联重型主战坦克KV和IS系列的生产基地，大量自行火炮也在这里生产并装备到苏联的炮兵部队，生产了超过19000辆坦克和火炮，占同期苏联军事总产能的20%左右；留在了列宁格勒的军工部门，在围城900多天里一直是德国炮击和轰炸的主要目标，据不完全统计战争期间共有超过770枚航空炸弹和4700枚各式炮弹击中工厂，造成了至少150名基洛夫厂工人丧生，超过2500名基洛夫工人饿死，但留在列宁格勒的该厂没有停止生产坦克（诸如T-28坦克、KV系列和IS系列坦克）和其它武器弹药。
基洛夫工厂成为了苏联时期国家工业化的象征——第一辆苏联自主生产的拖拉机，第一条大规模重型坦克生产线、第一辆T-80燃气涡轮机坦克和其它众多“第一”都在这里产生。
1991年苏联解体后，基洛夫工厂重新成为股份公司。1994年重组时分离出来了22个子公司，各自有着自己专门的产业，囊括了几乎所有工农机械产业、能源产业和国防产业。